# Хабенський ґебіт
Ха́бенський ґебі́т, окру́га Ха́бне (нім. Kreisgebiet Chabnoje) — адміністративно-територіальна одиниця Генеральної округи Київ Райхскомісаріату Україна протягом німецької окупації Української РСР під час Німецько-радянської війни. Адміністративним центром ґебіту було місто Хабне, яке після приходу німців відновило свою історичну назву замість заідеологізованої, нав'язаної більшовиками — Кагановичі (нім. Kaganowitschi).

## Історія
Ґебіт утворено 20 жовтня 1941 року на території нинішньої Київської області. Поділявся на 3 райони (нім. Rayons). Існував до взяття Хабенського району радянськими військами 15 листопада 1943 року, формально – до 1944 року. Охоплював територію трьох районів тодішньої Київської області: Хабенського, Новошепелицького і Чорнобильського та, відповідно, поділявся на три райони: Хабне (Rayon Chabnoje), Новошепеличі (Rayon Nowo Schepelitschi) і Чорнобиль (Rayon Tschernobyl),  межі яких збігалися з тогочасним радянським адміністративним поділом. При цьому зберігалася структура адміністративних і господарських органів УРСР. Всі керівні посади в ґебіті обіймали німці, головним чином з числа тих, що не підлягали мобілізації до вермахту. Лише старостами районів і сіл призначалися лояльні до окупантів місцеві жителі або фольксдойчі.